# リトアニア鉄道

路線網

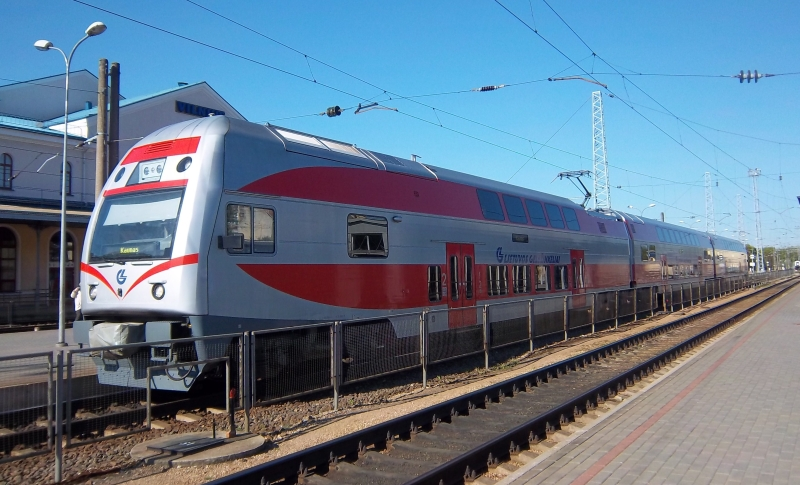
EJ 575

リトアニア鉄道（リトアニア語: Lietuvos geležinkeliai、略称: LTG）はリトアニア国有の鉄道会社である。1860年に最初の路線が開通し、今の会社は1919年に開業している。本社はヴィリニュス。2018年から2019年にかけて分社化が行われ、現在 LTG は、旅客事業を行う LTG Link 、貨物事業を行う LTG Cargo 、インフラ管理を行う LTG Infra の3社を中心とするグループ会社となっている。

## 概要
リトアニア鉄道はリトアニア国内に総延長1877.2kmの路線網をもち、旅客輸送および貨物輸送を行っている。路線網のほとんどは広軌であるが、Rail Balticaによってポーランドとの国境からカウナスまでの区間に標準軌が敷設されている（一部、広軌との四線軌条を含む。この標準軌のネットワークは、今後ラトビア、エストニアへと続く計画である）また、カウナスからヴィリニュスおよびベラルーシとの国境の区間、およびその近郊の計122kmが電化されている。
LTGは179kmの狭軌のネットワークも持っていたが、2001年にアウクシュタイティヤ狭軌鉄道社（略称: ASG）に分離され、そのうち68 kmは現在、観光列車が運行されている。
2006年のリトアニア鉄道の乗客数は620万人で貨物輸送量は5000万トン。主要な貨物は石油である。

## 歴史
1851年、ロシア帝国政府はサンクトペテルブルクからワルシャワ間に鉄道を敷設することを決めた。路線はサンクトペテルブルクからダウガフピルス、ヴィリニュス、カウナス、ヴィルバリスといった都市を通りワルシャワへと続き、1858年に建設を開始、1860年に完了した。
第一次世界大戦が開戦すると、1915年にドイツ軍がリトアニアを占領。リトアニアの鉄道網はドイツ軍の食料と武器輸送に利用された。終戦後の1918年2月16日にリトアニアが独立を宣言。1919年7月4日、ドイツ政府は鉄道資産をリトアニア政府に譲渡することで合意した。
その後リトアニア鉄道はより細かな鉄道網を作り上げていった。1923年にクライペダ地方（メーメルラント）がリトアニアに編入され、クライペダ港がリトアニア鉄道システムの一部に組み込まれた。1940年にソビエト連邦がリトアニアを占領すると、鉄道事業は再編された。またリトアニアと他の国との間で結ばれた協定はすべて破棄された。1941年、ナチ・ドイツがリトアニアを占領すると、鉄道網は広軌から標準軌へと変更された。しかしソ連が再びリトアニアを支配するようになった1944年には再び広軌に戻されている。ソ連時代、バルト三国における鉄道事業はすべてラトビアのリガで運営されていた。

旧ロゴ（ - 2020年）

1991年、バルト三国が独立すると、鉄道事業は再びそれぞれの会社に分割された。
2020年7月、リトアニア鉄道創立101周年の記念として、新しいロゴを発表。合わせて、略称を「LG」から「LTG」に変更することが発表された。

## 車両
- 貨物用機関車:171輌
- 旅客用機関車:17輌
- 入換機:89輌
- 気動車:58輌
- 電車:17輌

## 路線
- 広軌（1520mm）

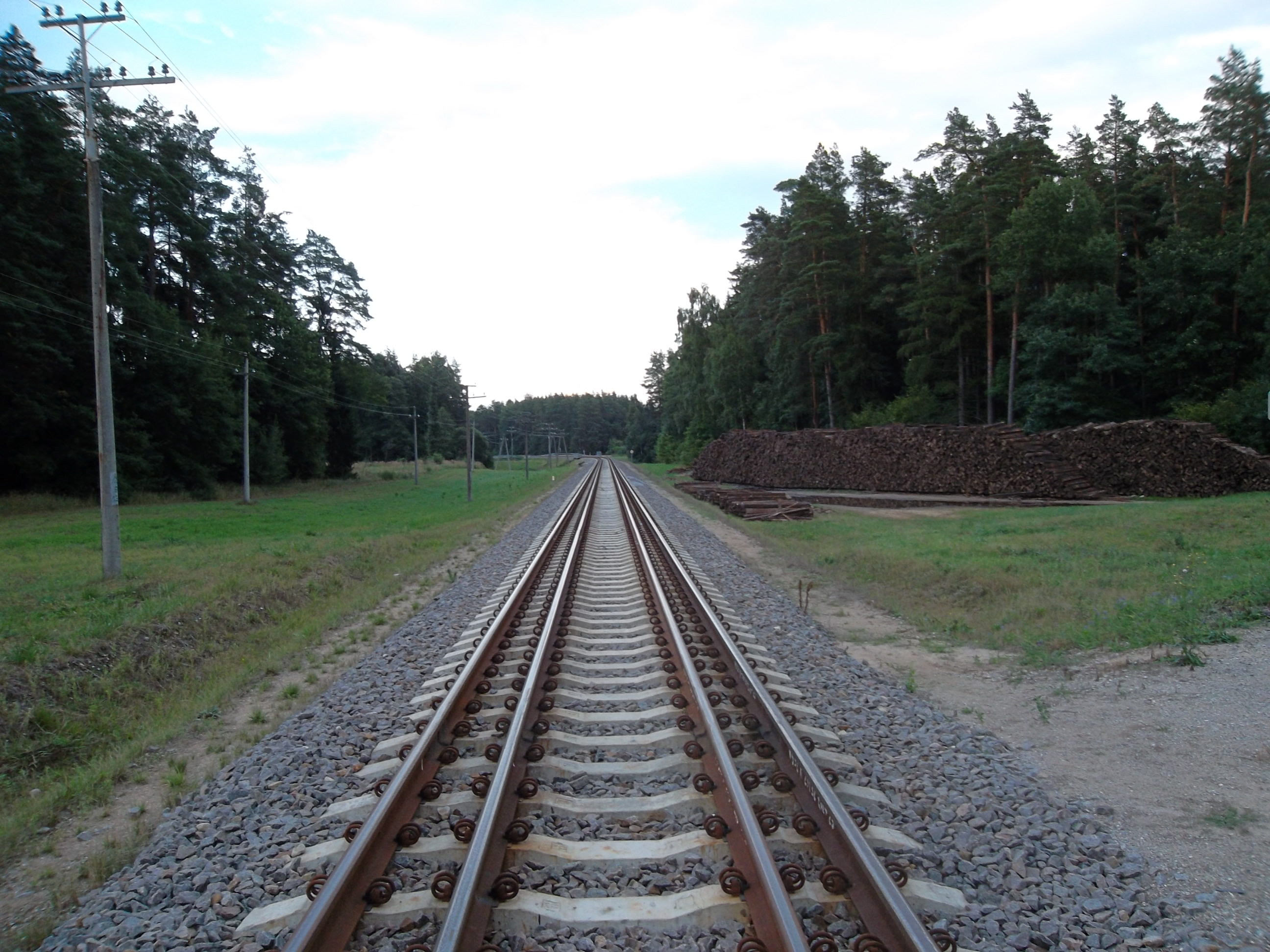
Mockava－Šeštokai間の四線軌条

  - クジェイ（リトアニア語版） - クレティンガ：127km
  - ナウヨイ・ヴィルネ（リトアニア語版） - ヴィリニュス - カウナス：113km
  - ナウヨイ・ヴィルネ - ケナ - 国境（→ミンスク）：27km
  - ヴィリニュス - シャルチニンカイ - 国境：45km
  - （ヴィリニュス - ）ナウヨイ・ヴィルネ - トゥルマンタス - 国境（→サンクトペテルブルク）：139km（サンクトペテルブルク・ワルシャワ鉄道）
  - （ヴィリニュス - ）レントヴァリス - マルツィンコニース（→かつてはベラルーシ方面に接続していたが休止中）：107km （サンクトペテルブルク・ワルシャワ鉄道）
  - セニエイ・トラカイ - トラカイ：9km
  - カウナス - キーバルタイ - 国境（→カリーニングラード）：94km
  - カズルー・ルーダ - アリートゥス：103km
  - パレモナス - ガイジューナイ：25km
  - リンカイチェイ - シャペレイ（リトアニア語版） - 国境：156km
  - シャウレイ - ヨニシュキス - 国境（→リガ）：60km
  - クジェイ - マジェイケイ：63km
  - クレティンガ - スクオダス - 国境：48km
  - ラドヴィリシュキス - パゲゲイ：143km
  - クレティンガ - クライペダ - パゲゲイ - 国境：115km
  - シュヴェンチョネレイ（リトアニア語版） - ウテナ：59km
  - リムカイ - ドラウギーステ駅（リトアニア語版）：3km
  - カイシェドリース - ラドヴィリシュキス - クジェイ：161km

- 標準軌（1435mm）
  - カウナス - モツカヴァ（リトアニア語版） - 国境：120km

## 隣接国との鉄道接続状況
- ラトビア - 接続あり
- ベラルーシ - 接続あり
- ロシア（カリーニングラード） - 接続あり
- ポーランド - 接続あり